# Milieuverontreiniging

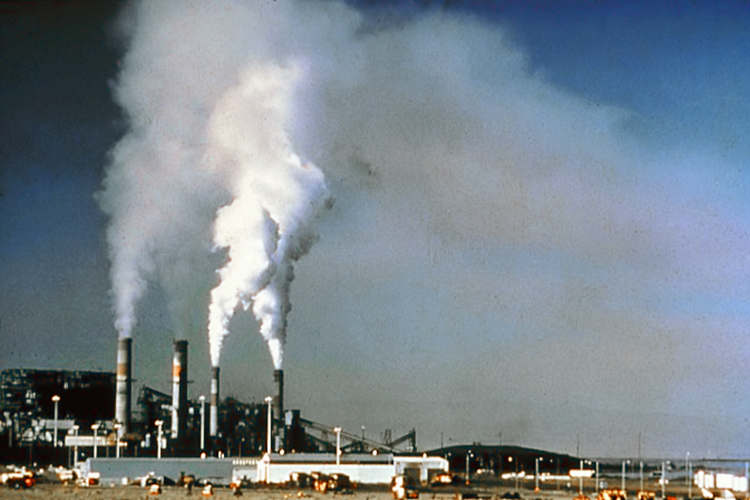
Vervuilende industrie

Gezondheidseffecten van milieuverontreiniging

Milieuverontreiniging of -vervuiling is aantasting van het milieu door menselijke activiteiten. Het gaat hierbij niet alleen om chemische verbindingen, maar ook om geluid, licht, straling en dergelijke. Deze zaken kunnen zowel natuurlijk zijn, zoals koolstofdioxide en fosfaat, als onnatuurlijk, zoals plastics en door de mens gemaakte isotopen. Milieuverontreiniging is een van de deelproblemen van de milieuproblematiek.
Er wordt gesproken van verontreiniging als de concentratie van de stof of de intensiteit van het verschijnsel aanzienlijk boven het normale niveau ligt. Milieuverontreiniging kan een gevaar vormen voor de mens (onder meer voor zijn gezondheid en de welvaart) en voor de natuur (onder meer de biodiversiteit). Verontreiniging van het milieu, een welhaast onvermijdelijk gevolg van de technologische vooruitgang, is een van de meest dringende problemen sinds de 20ste eeuw.
Industrie- en huisafval omvatten hoeveelheden die groter zijn dan wat kan worden afgebroken of opnieuw gebruikt. Synthethische materialen, als plastics zijn moeilijk en duur af te breken en derhalve blijven ze lange tijd bestaan.
Bescherming van het milieu geschiedt onder meer door milieuwetgeving en actievoering door de milieubeweging. Er zijn ongeveer 150.000 chemische stoffen in gebruik in de wereld en er worden er maar ongeveer 1000 regelmatig gemonitord. Doordat er weinig kennis en monitoring is, is er niet genoeg informatie over de giftigheid en effecten die chemicaliën kunnen hebben op een ecosysteem en de mens.

### Compartimenten
- Bodemverontreiniging
- Luchtvervuiling
- Ruimteschroot
- Watervervuiling

### Processen
- Eutrofiëring
- Verdroging
- Verzuring

### Overig
- Geluidshinder
- Horizonvervuiling
- Lichtvervuiling
- Straling
- Thermische vervuiling